# 輸送コンテナ

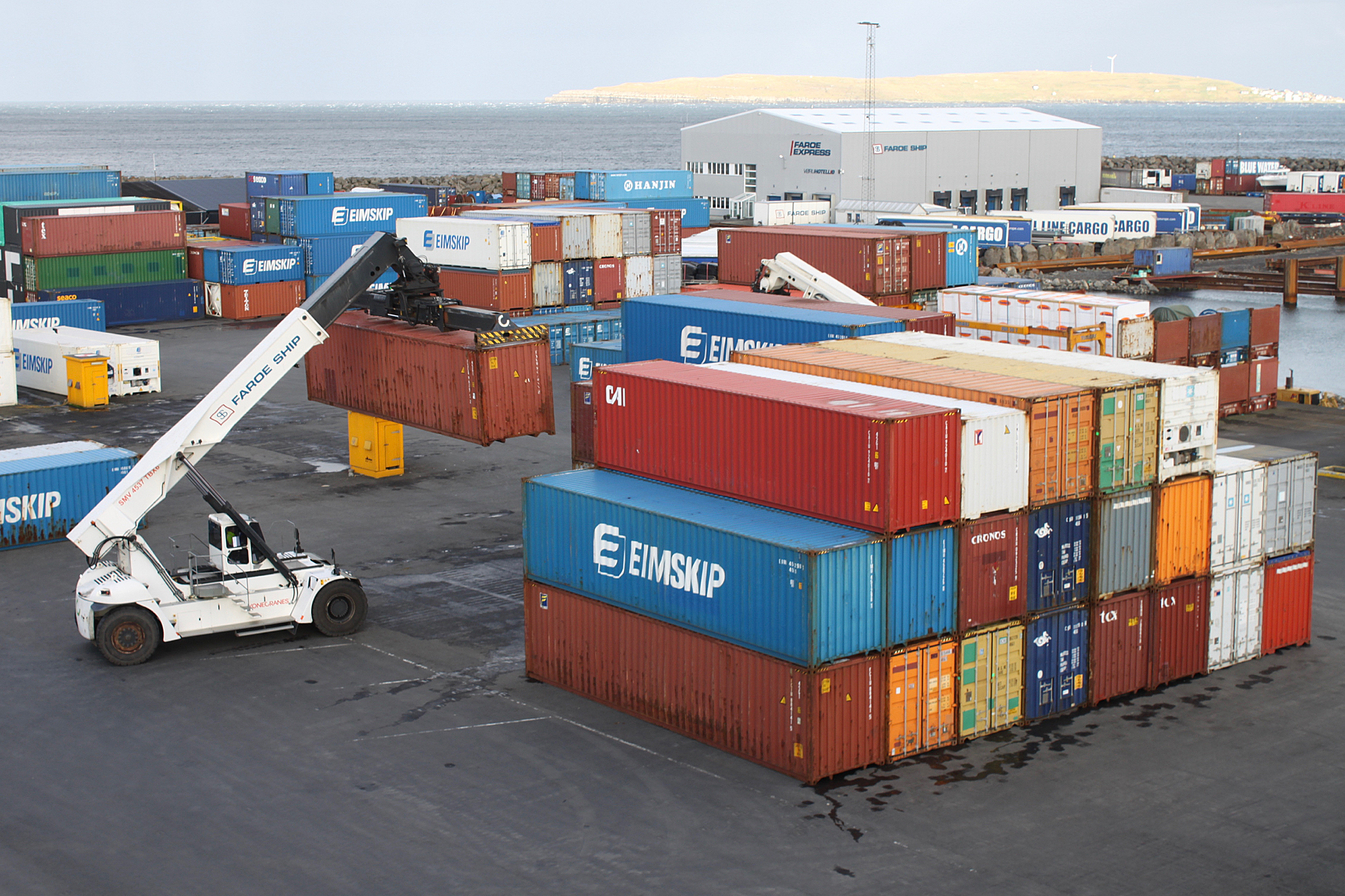
港湾に積まれた輸送コンテナ

輸送コンテナ（ゆそうコンテナ、英語: shipping container）とは、出荷、保管、取扱いに耐える強度を有した容器（コンテナ）のことである。
輸送コンテナはインターモーダル輸送に使用される再利用可能な大型のスチールボックスから、ありふれた段ボール箱まで多岐にわたる。国際海運業の文脈では「コンテナ」「輸送コンテナ」は、「インターモーダル貨物コンテナ」と実質的に同義であり、これは荷降ろしや積み替えを行わずに、ある輸送モードから別の輸送モードに移行できるように設計されている。

## 種別

### インターモーダル貨物コンテナ

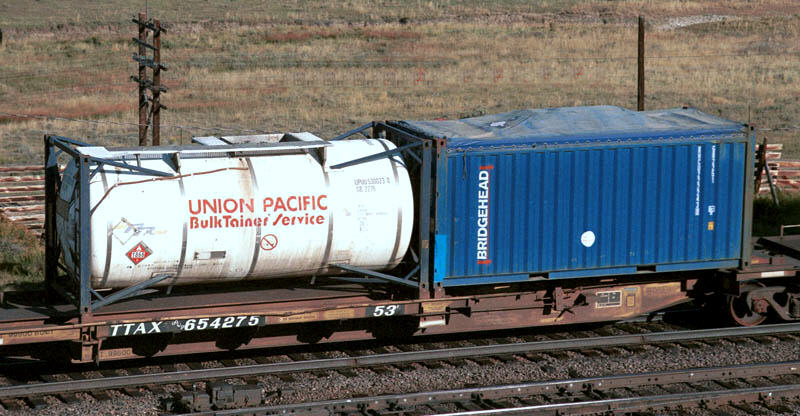
20フィートのタンクコンテナと、オープン・トップ・コンテナを乗せた貨物列車。

インターモーダル貨物コンテナは海上コンテナとも呼ばれ、地域や国家をまたいで製品や原材料を移動するために設計された、再利用可能な輸送・保管ユニットである。全世界には約1700万個のインターモーダルコンテナがあり、国際貿易を担う世界の長距離貨物の大部分は、このインターモーダル輸送コンテナで輸送されている。さらにこれらのコンテナのうち数百万個は、元の港への返送コストを省くために廃棄されたと推定されている。インターモーダル輸送の発明は、20世紀後半の商取引のグローバル化に大きく貢献し、商品の輸送コスト、ひいては長距離貿易のコストを劇的に削減した。

### 航空コンテナ
航空貨物輸送においては、板状のパレットとあわせてユニット・ロード・デバイス（ULD）と総称される。コンテナはパレットよりも多様な形状の貨物のユニット化や貨物の保護に適しており、金属製のほか、用途によっては合板、ファイバーボード、段ボールなどを素材として、1回限りで使い捨てる場合もある。なお、航空機へ効率的に積載するため、航空機の下部貨物室（Belly）へ積み込むものは下部の角が切り落とされ、上段に積み込むものは上部の角が切り落とされた設計になっている。

### 鉄道コンテナ
主に鉄道を用いて運ばれるその国の鉄道規格に応じたコンテナを指す。ただし鉄道によって運ばれる「海上コンテナ」は、基本的にはインターモーダル輸送の分野に含まれるので、「鉄道コンテナ」とは呼ばれないことが多い。

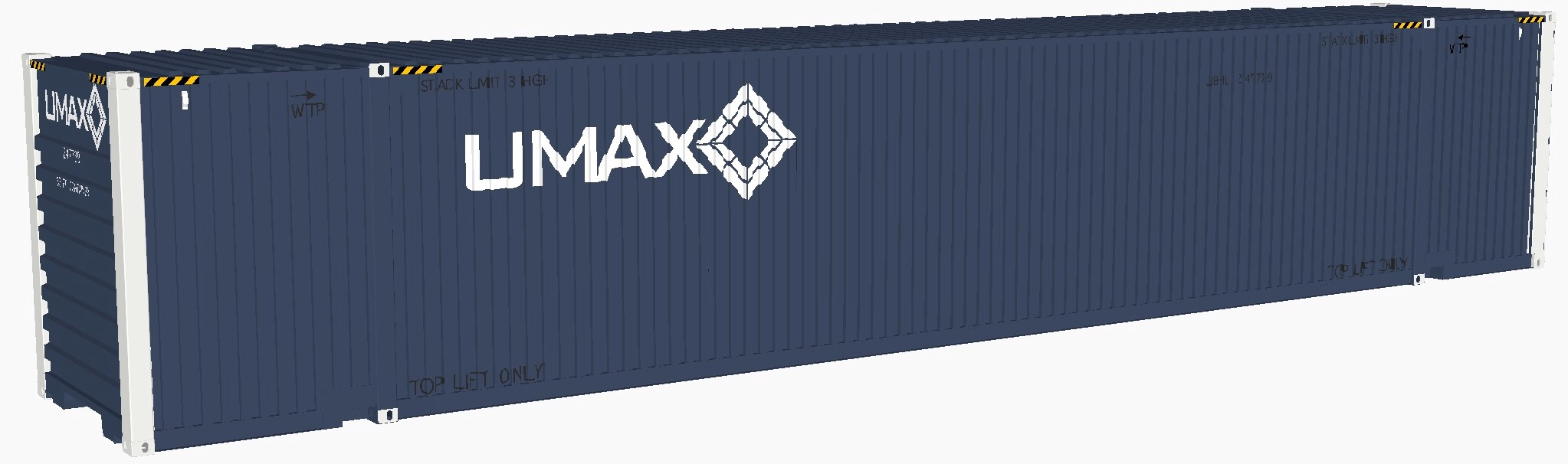
UMAX 53ft コンテナ

- 米国では国内規格としてUMAXコンテナ（英語版）が存在し、ユニオン・パシフィック鉄道とCSXトランスポーテーションの規格アライアンスである[7]。UMAXコンテナの全長は53ftである（ISO規格外）[8]。

日本において流通する鉄道コンテナの種類は、以下に大別される。
- ISOコンテナ（海上コンテナ） - 日本のコンテナ輸送を参照
- ISO規格外コンテナ（JIS、非JISコンテナ） - 日本の鉄道コンテナを参照

### 段ボール箱
段ボール箱は輸送用コンテナとして、非常に多く使用されている（すべての輸送用コンテナの90％以上を占める）。軽量でリサイクル可能であり、さまざまな製品を出荷するのに十分な強度を持った、多種多彩な段ボールが存在する。

### 木箱
木箱は、重くて密度の高い製品の出荷によく使用される。

### クレート箱

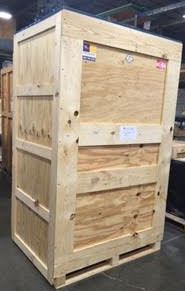
クレート

クレート箱は大きなコンテナで、多くの場合木でできており、大きくて重い、または扱いにくいものを運ぶために使用される。クレートは、被覆の有無にかかわらず、自立構造を持っている。

### 中間バルク輸送コンテナ
中間バルクコンテナ（IBC、IBCトート、IBCタンク）は、バルク流体および材料の一般的な輸送、保管、および取り扱いに使用される多目的コンテナ。さまざまな種類のIBCが作られており、IBCの適性・耐性などによって、化学物質、酸、コースティクス、不活性材料、食品グレードといった長大な分類データーシートがある。また通い箱として使用する折り畳み式のIBCコンテナも存在する。IBCには用いられる材質には、一般的に以下がある。
- プラスチック（高密度ポリエチレン）
- 複合材：鋼とプラスチック
- 炭素鋼
- ステンレス鋼（304＆316 / 316L SSグレード）

### バルクボックス
バルクボックスは、バルク数量の保管と出荷に使用されるパレットサイズのボックスである。

### ドラム

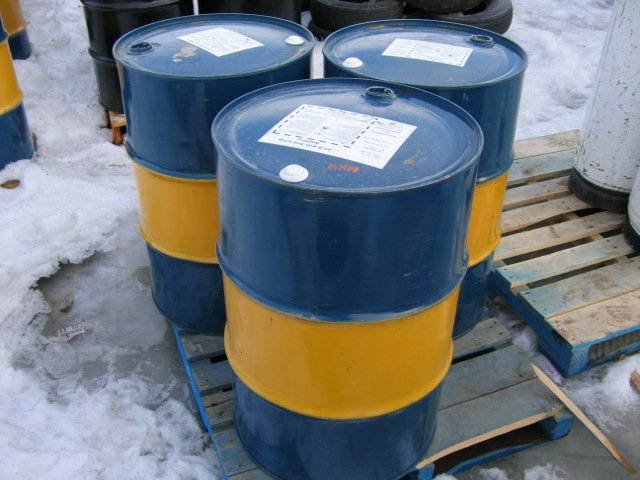
ドラム缶

ドラムは、鋼、プラスチック、繊維で作られた円筒形の輸送用コンテナである。それらはしばしば液体や粒状材料を入れて使用される。金属製のものはドラム缶と呼ばれる。

### ペール缶
ペール缶もまた輸送コンテナとして使用される。

### PI(π)コンテナ

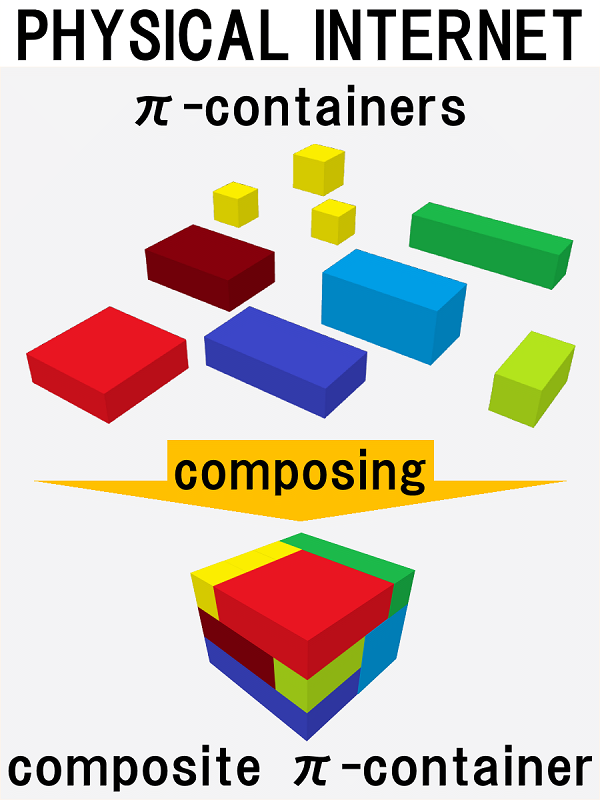
標準化されたPI(π)コンテナにより混載、積替えが容易になる

輸送コンテナと同じ考え方で、PI(π)コンテナによる容器の標準化により積載効率の最適化を図る。

## 非貨物用途
コンテナの本来の目的は、貨物を運ぶ事である。

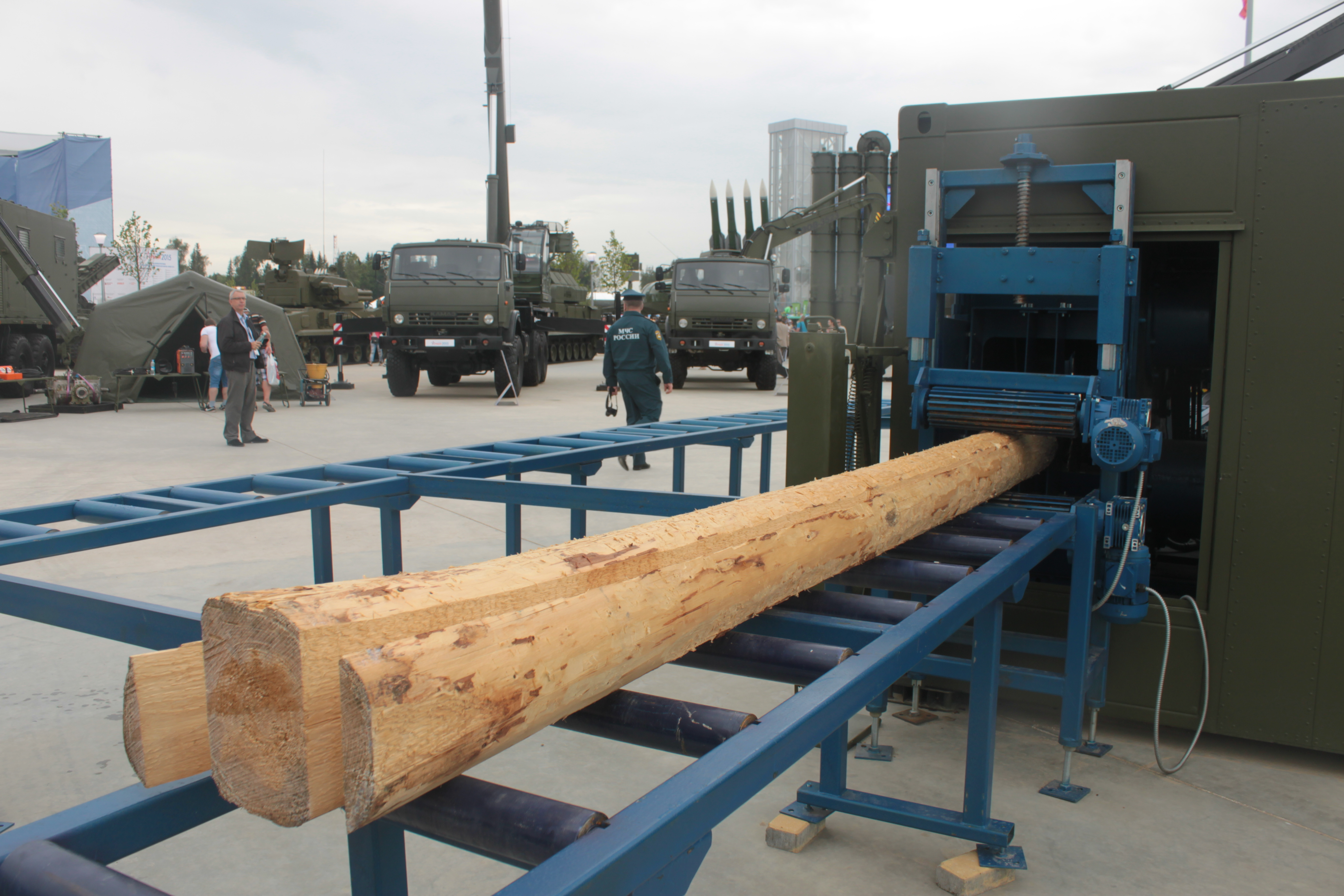
軍事拠点の建築に活躍する、コンテナ形の製材システム。

しかし、近年の産業構造の大きな変化や、日々生まれ続ける革新的技術等を組み合わせて現代ではコンテナとは貨物を運ぶ容器では事足りなくなり、以前では想像もつかなかった使われ方もしている。その代表事例が、従来の貨物ではなく、設備そのものを運ぶあるいは、コンテナを利用した二次的加工設備などである。

### 各種設備機器類での応用事例

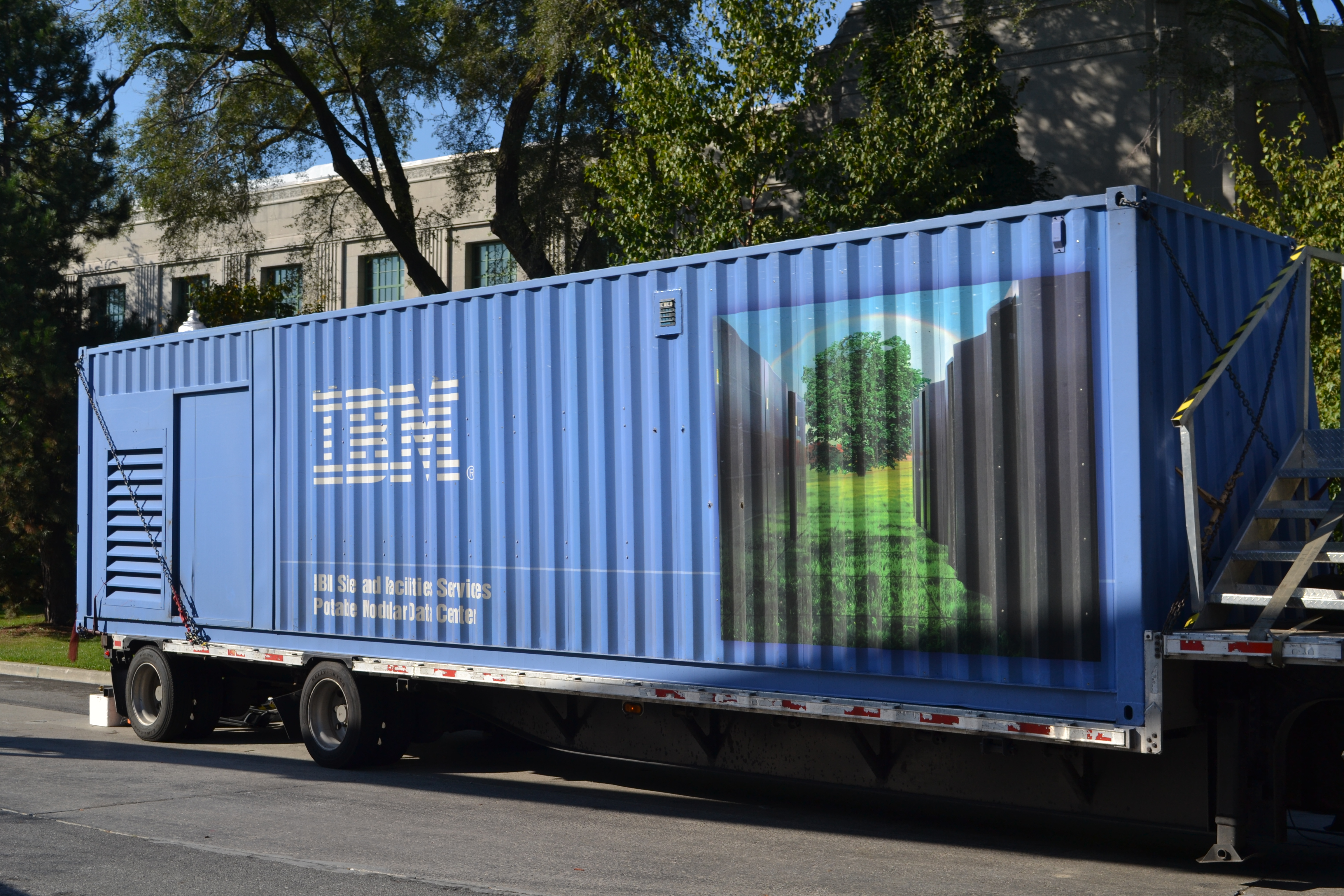
IBM社が開発した、トレーラーで移動が出来る、40 ftタイプのモジュラー・データセンター 。

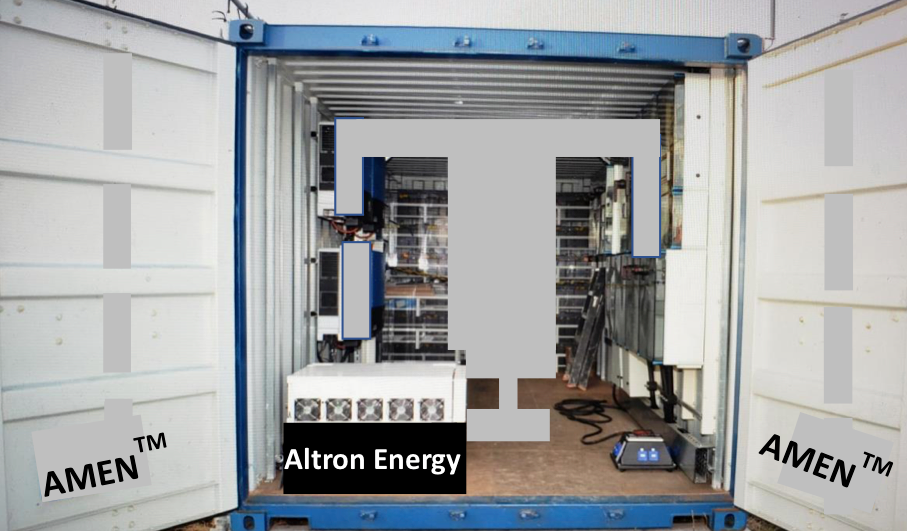
Altron社の脱炭化、分散（3D）エネルギーソリューション設備を収納したコンテナ。

- 2000年代後半からは通信技術の飛躍的な発展で、いわゆるパソコンが日々欠かせない存在となり、それに伴いコンテナベースのデータセンターも現れている（詳細はデータセンター#コンテナ型を参照）。Googleは、自社のコンピューティング環境の効率やコストに敏感といわれてきたが、2009年4月に同社は、1AAAタイプのコンテナに1160台の自前サーバを搭載してモジュール化し、これらを多数組み合わせてデータセンターを構築していることを公表した[13]。
  -  ウィキメディア・コモンズには、コンテナを用いたデータセンターに関するカテゴリがあります。
- 従来から世界中に張り巡らされている固定電話をはじめ、今世紀に入り世界中で急速に普及した携帯電話やインターネットなどの通信機器のほか、テレビ・ラジオなどのインフラ通信網においては、山間部やへき地での中継設備設置用や、近年の温暖化による気候変動に伴い世界規模で多発する災害時のバックアップ用、また災害地での仮設通信設備などにも、新品・中古を問わず多彩なコンテナが活躍している。
- 今日、全世界的に日々問題が深刻化している環境分野においても、環境循環型設備として、各種の廃棄物を利用した発電システムや、水質・大気などの各種の改善プラントの設置や、制御設備用にコンテナが二次利用されている。また大気汚染関連の観測システムの収納にも使用されている。さらに大規模な事例として、環境型発電所での変電設備のほか、特に天候に左右される太陽光発電や、風力発電システムなどでは、24時間連続して常に安定した規模の発電が困難な設備で発電された電力を、発電が出来ない時間帯などに供給するための一時的に溜め込む各種の大型バッテリーを、コンテナに大量に収納して、巨大な蓄電池設備としても利用される。
  -  ウィキメディア・コモンズには、発電設備におけるコンテナ利用に関するカテゴリがあります。
  -  ウィキメディア・コモンズには、コンテナに収めた可搬式発電機に関するカテゴリがあります。

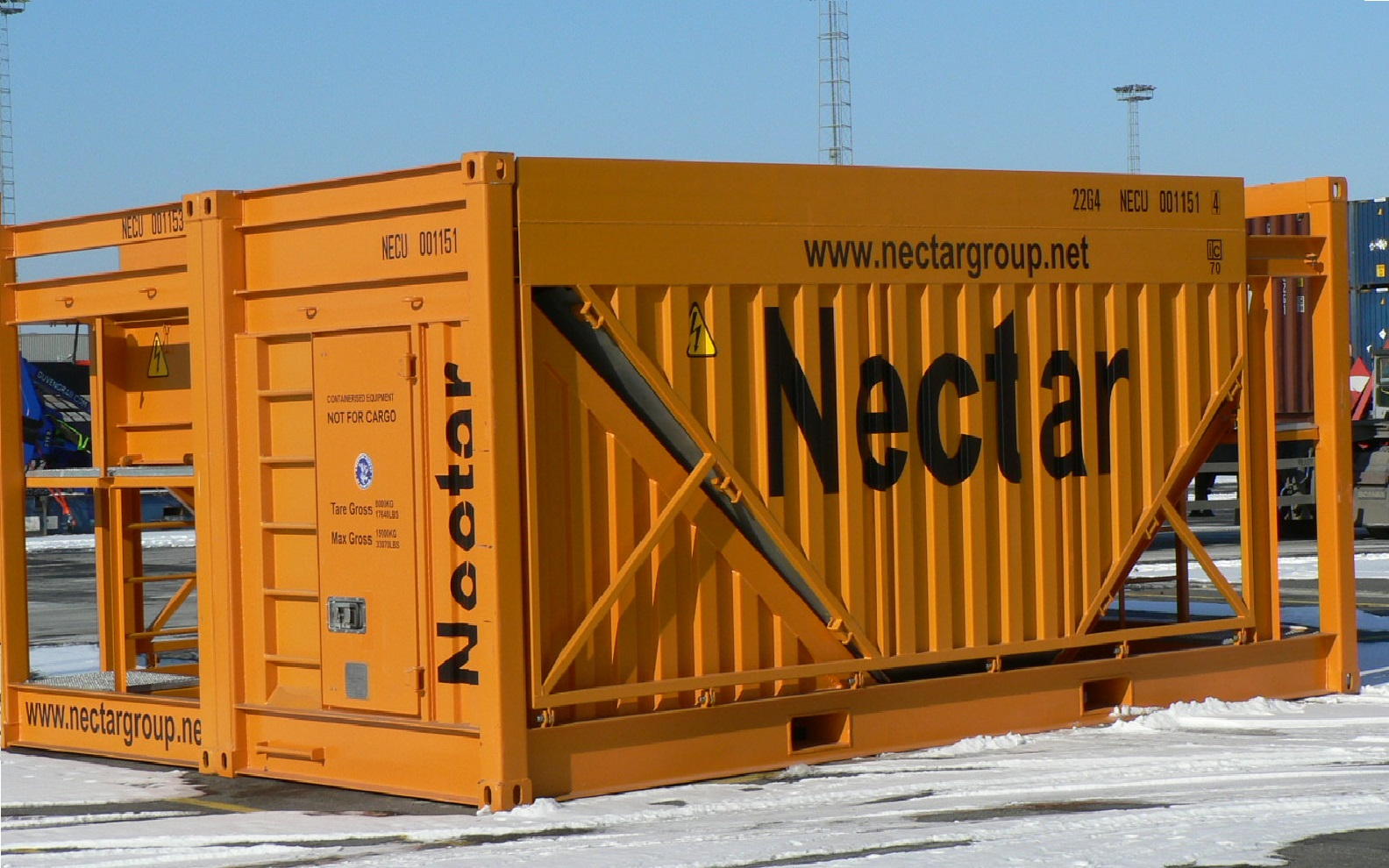
特殊コンテナコード( 22 G4 )を取得して、20 ftコンテナに収められた港湾荷役用設備。貨物船からバラ積みの肥料・穀物等を重機ですくい上げ、横長の漏斗状に組み立てた門形プラントで、袋詰めやダンプカーへ積込みが出来る。
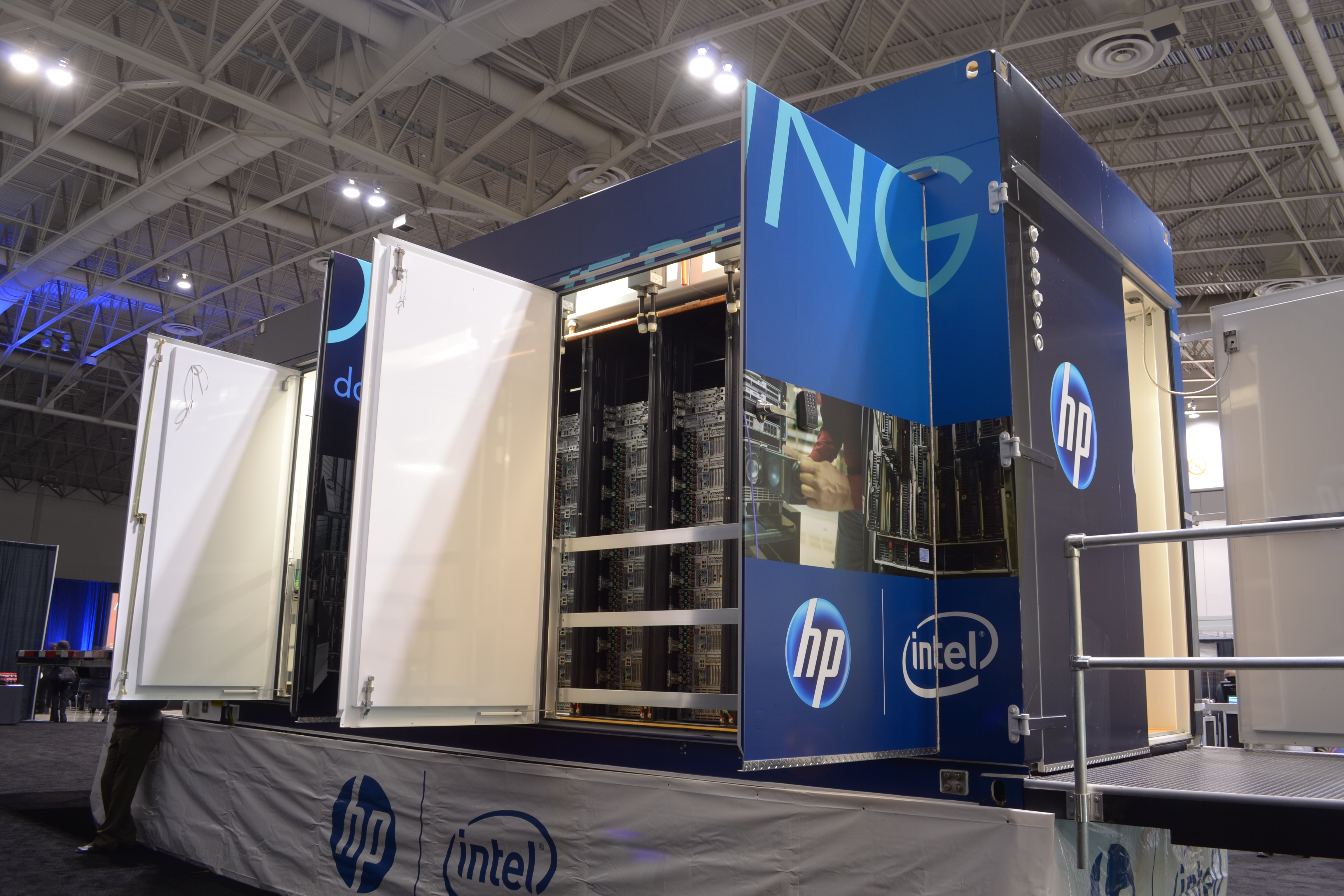
20 ftコンテナに収められた、HP社のパフォーマンス最適化データセンター。
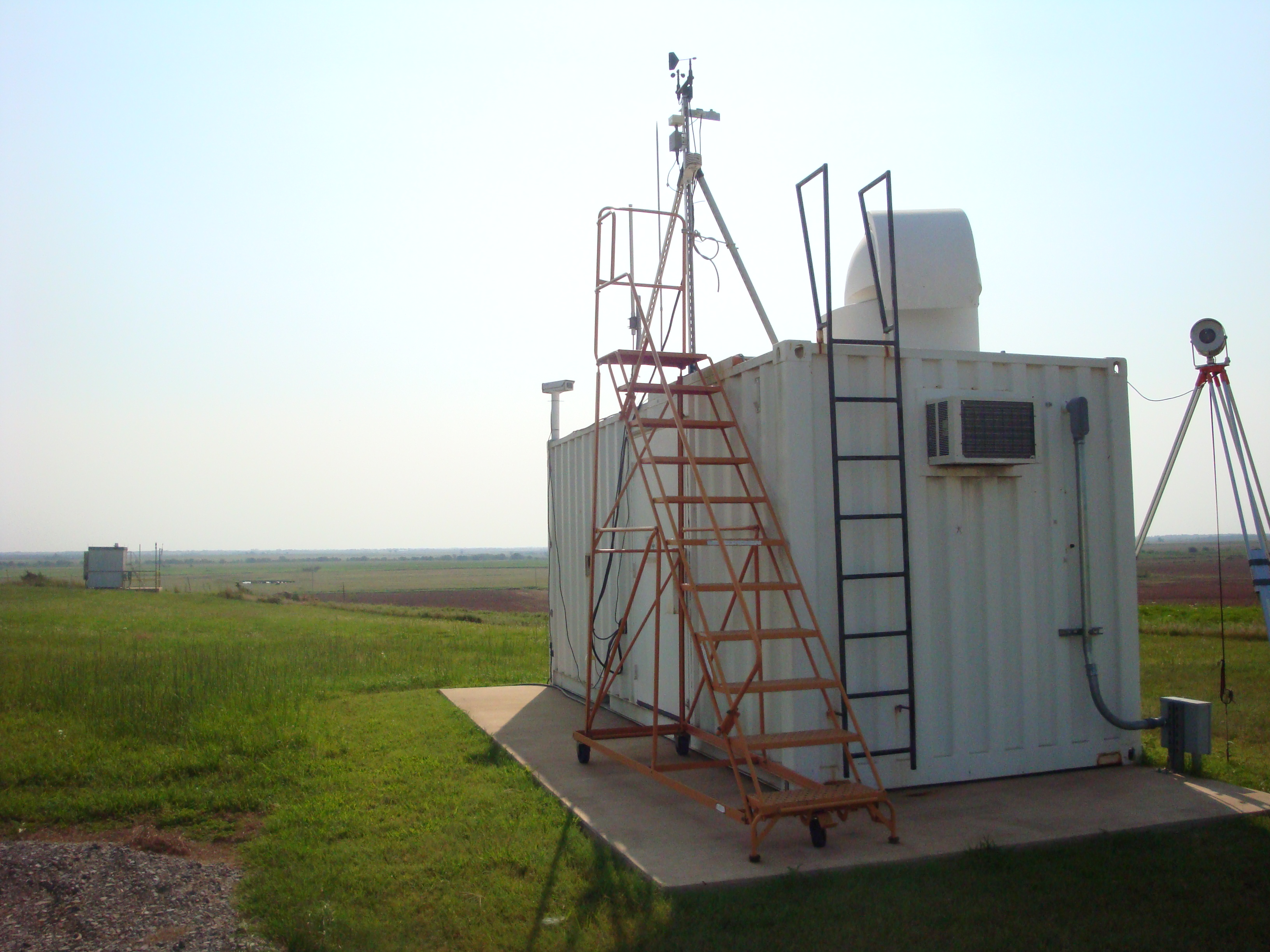
20 ftコンテナに（TCCON）全量炭素カラム観測ネットワーク設備を収納した事例。
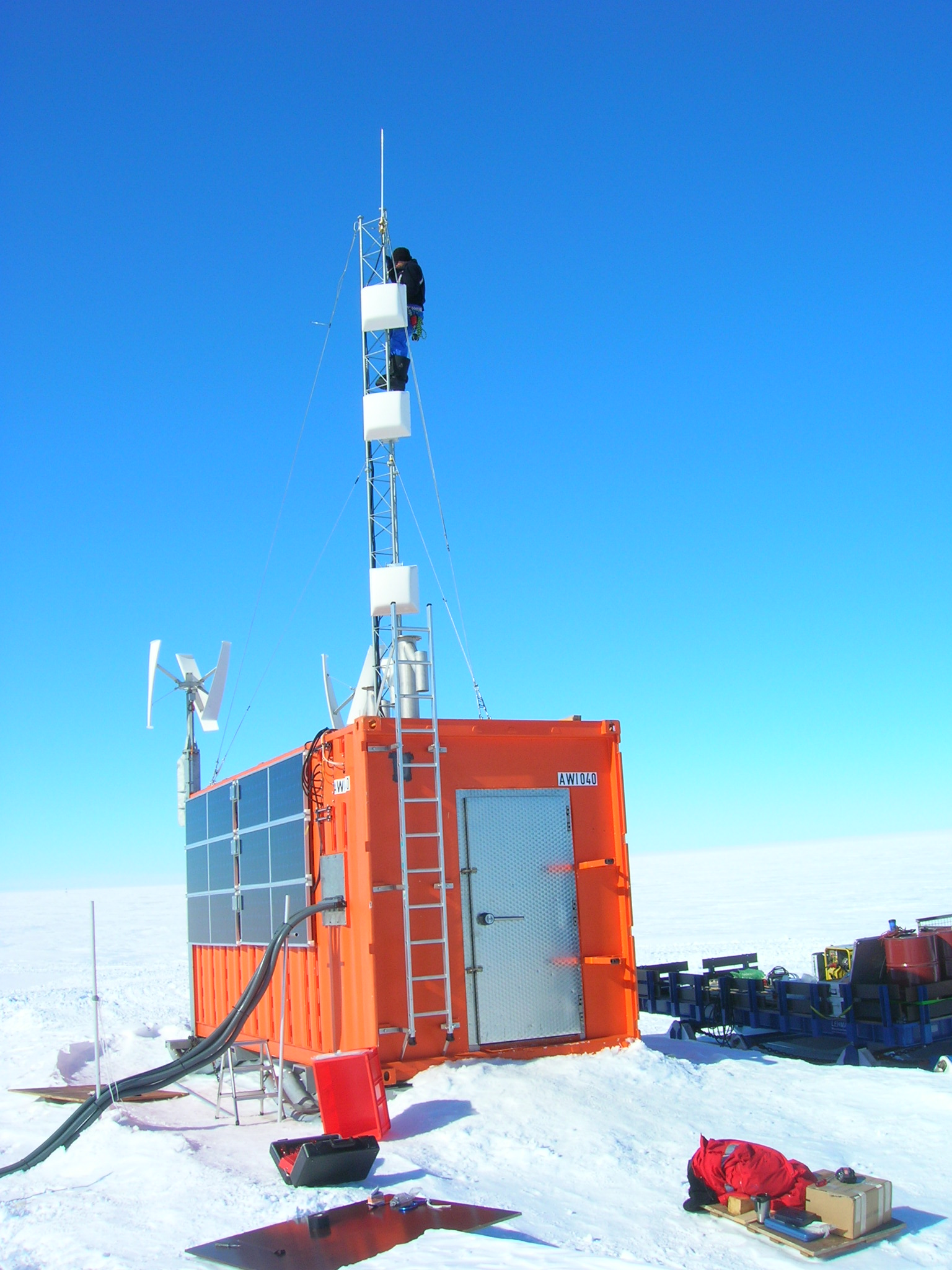
20 ftコンテナに収められた、南極ノイマイヤー基地の観測設備。
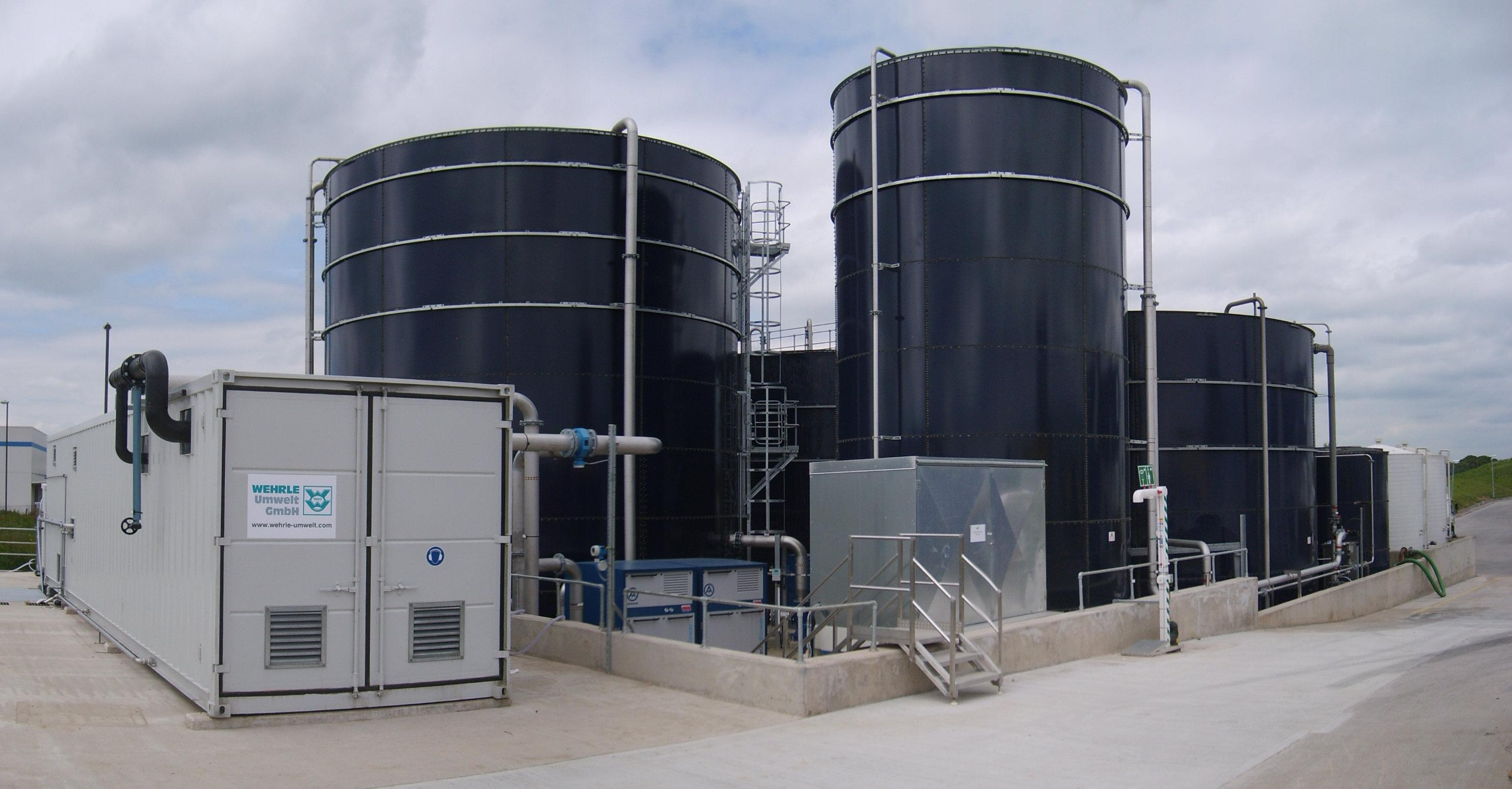
乳製品工場に設置された40 ftコンテナに収められている、MBRを備えた廃水処理プラント。
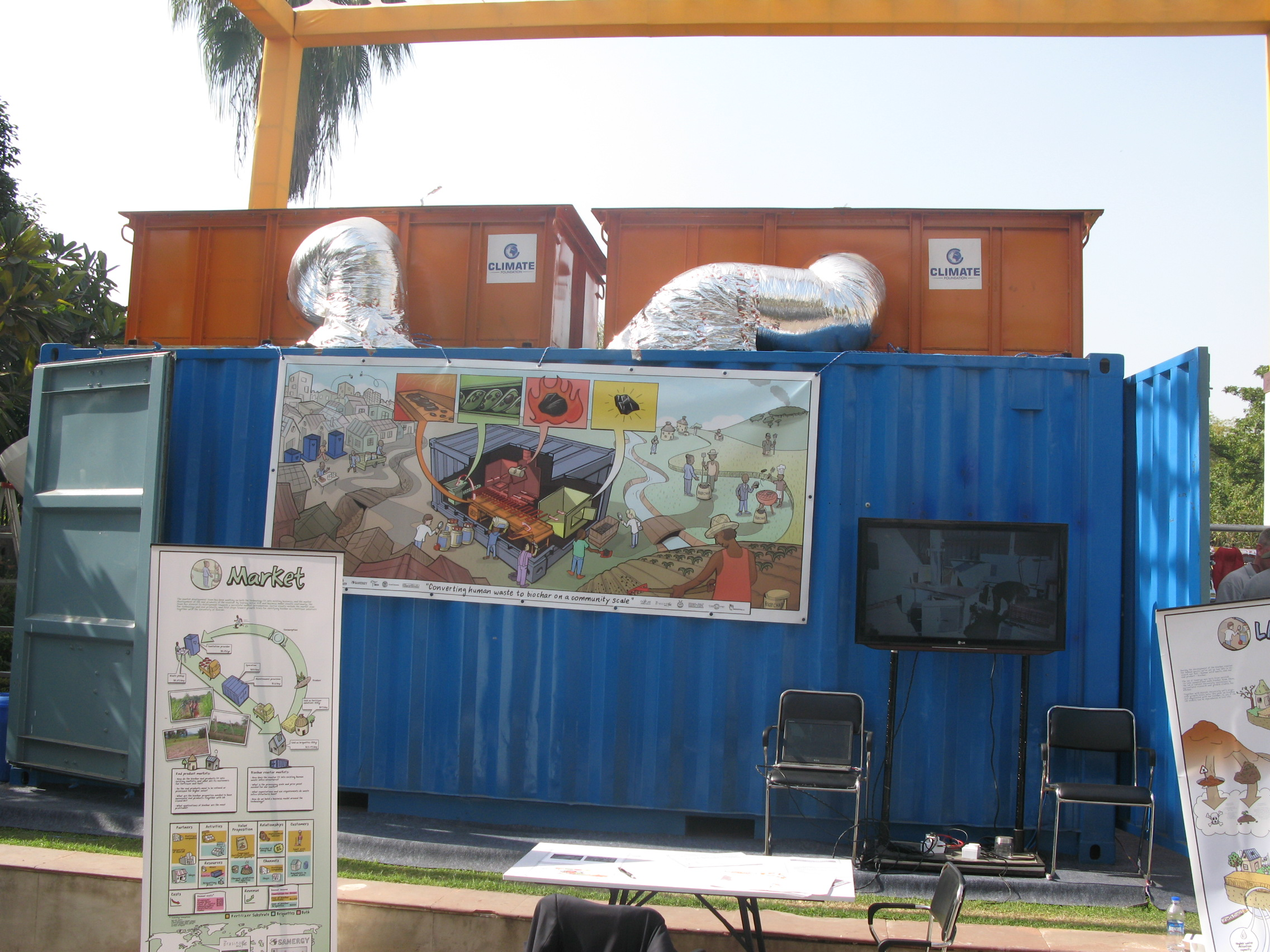
ケニアのコミュニティ施設で、20 ftコンテナに収納された、トイレの環境改善と、し尿をバイオ熱分解処理で燃料となる炭に変換する装置。
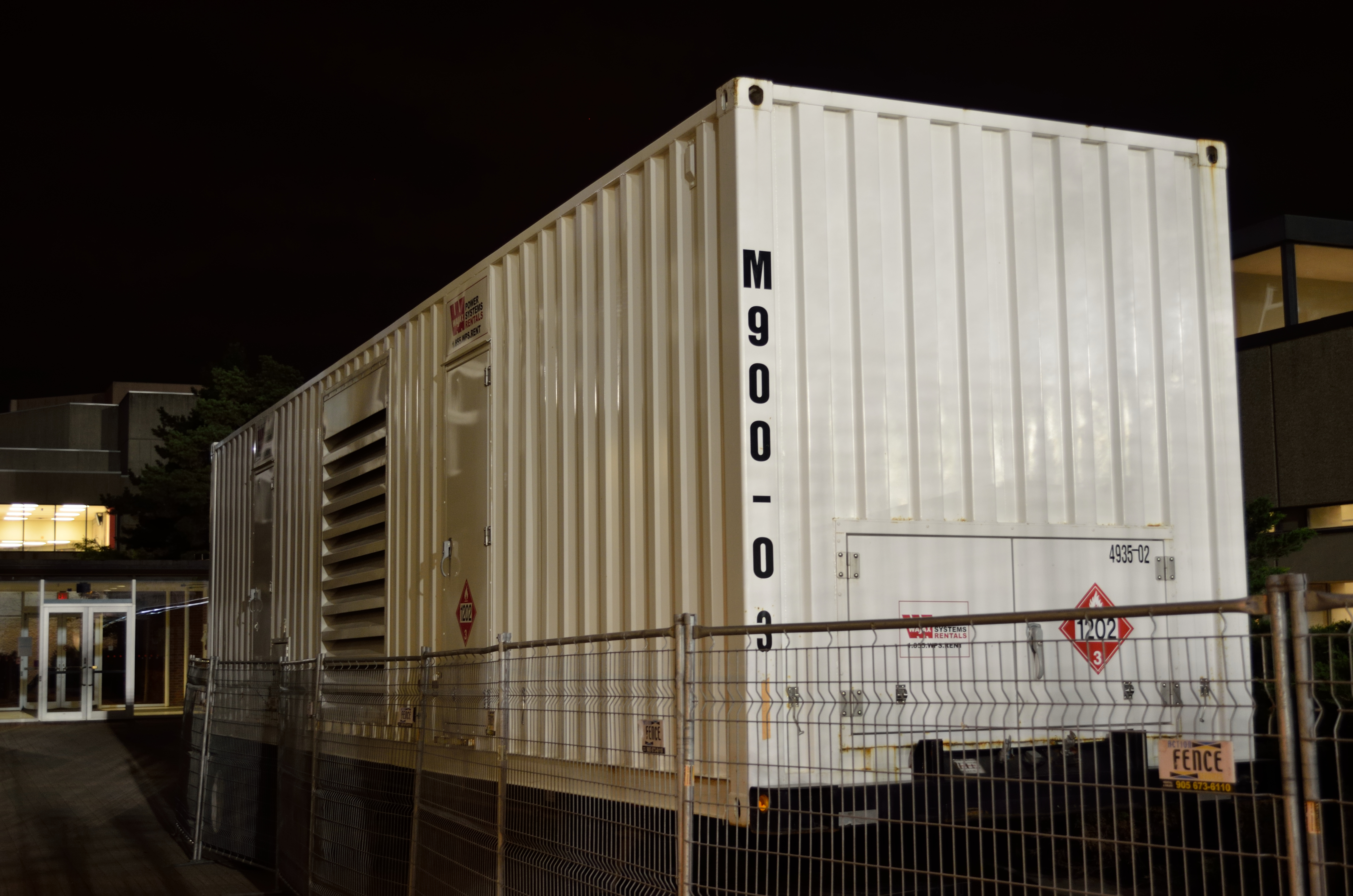
40 ftコンテナに収められた、非常発電機設備。
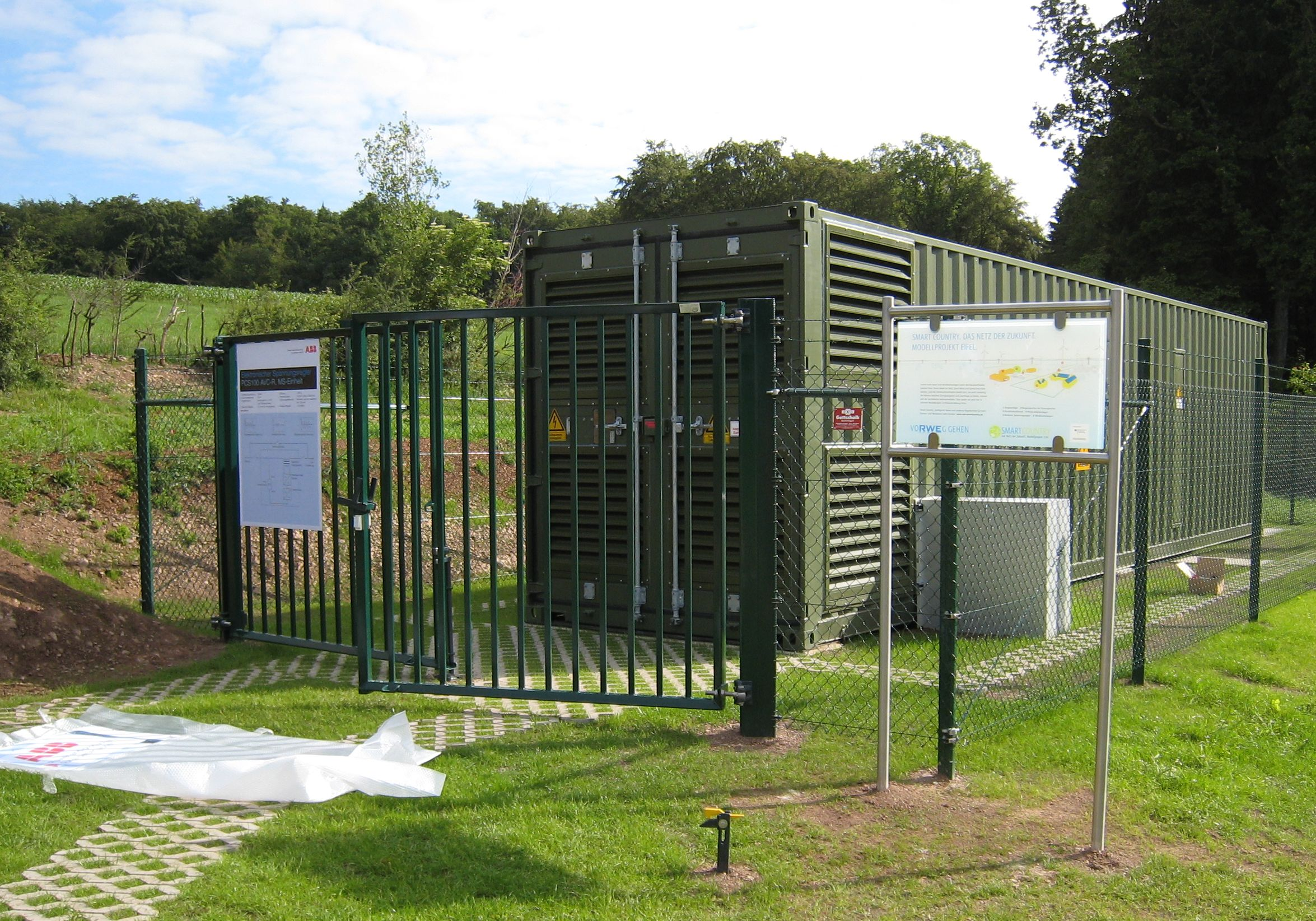
40 ftコンテナに収められた、特別高圧（20 kV）を安定させるための自動電圧調整器設備。
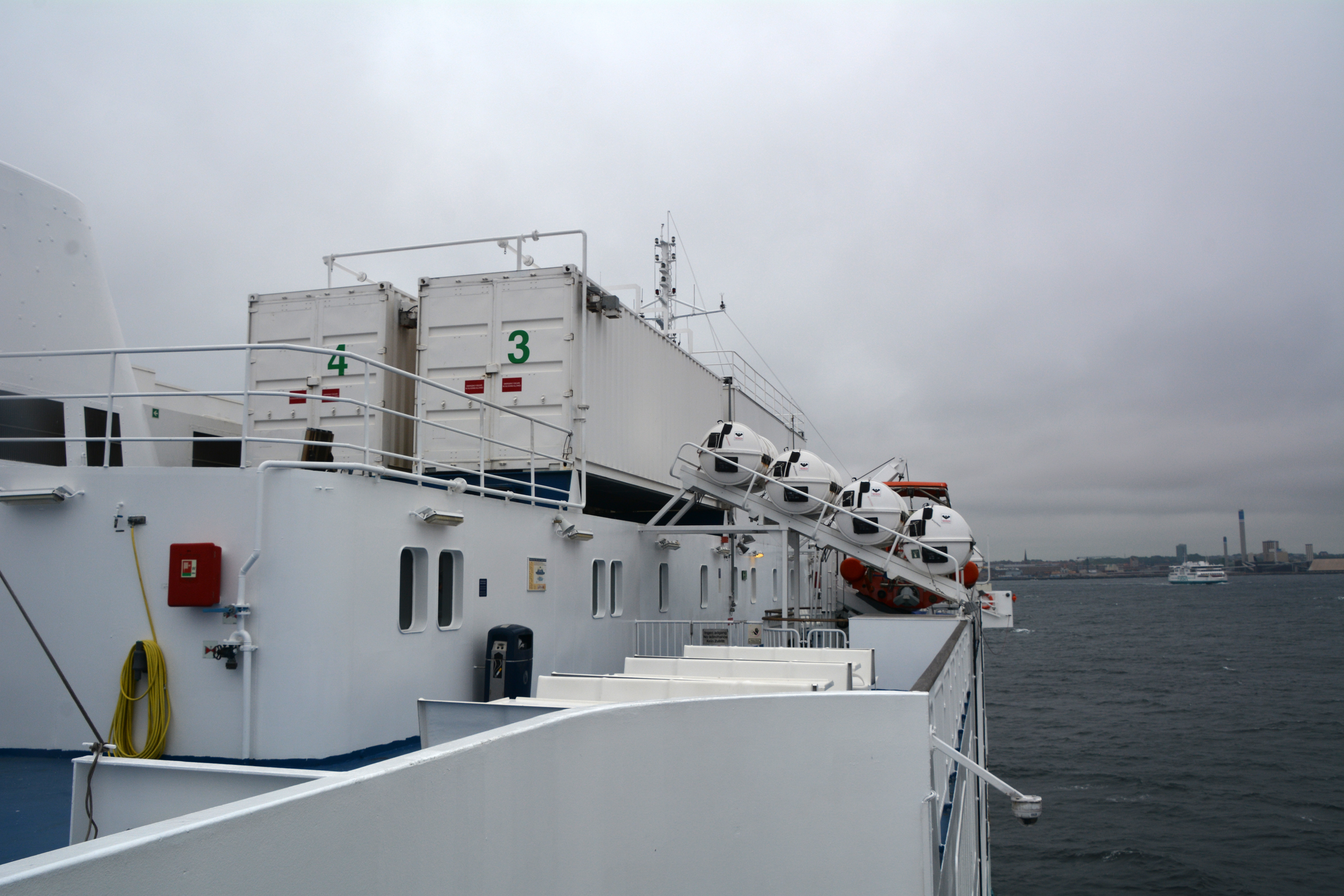
複数の40 ftコンテナに収められたバッテリーのみで運行する、デンマーク、MS Tycho Brahe社所有の電気自動車ならぬ『電気フェリー』。

### 有事での応用事例
- 1991年の湾岸戦争で、コンテナは当初の予定にない様々な使われ方をした。多国籍軍の物資を運ぶだけでなく、換気のために穴を空けることによって、間に合わせの居住空間や捕虜の移送用としてもコンテナは使われた。コンテナは敵の攻撃に備える遮蔽物としても使われ、壁面に土嚢を積むことで対戦車ロケット弾 (RPG) にも耐えうる簡易要塞を構築することが可能であった。
- 日本国内で起きて世界中の注目を集めた、阪神・淡路大震災や地下鉄サリン事件を始め、アメリカでの世界貿易センタービルの崩壊事件他、各地で絶える事のない戦争などの経験を生かして、コンテナを応用した診療所・仮設ベット・手術室等の各種高度医療設備や、入浴や仮設トイレ・調理設備、更には避難シェルターなどと、いわゆるライフライン設備を備えた機動性に富むコンテナが開発され続けている。
- ドイツ連邦軍によってコンテナ化された、緊急医療施設を設営するデモ動画[14]。

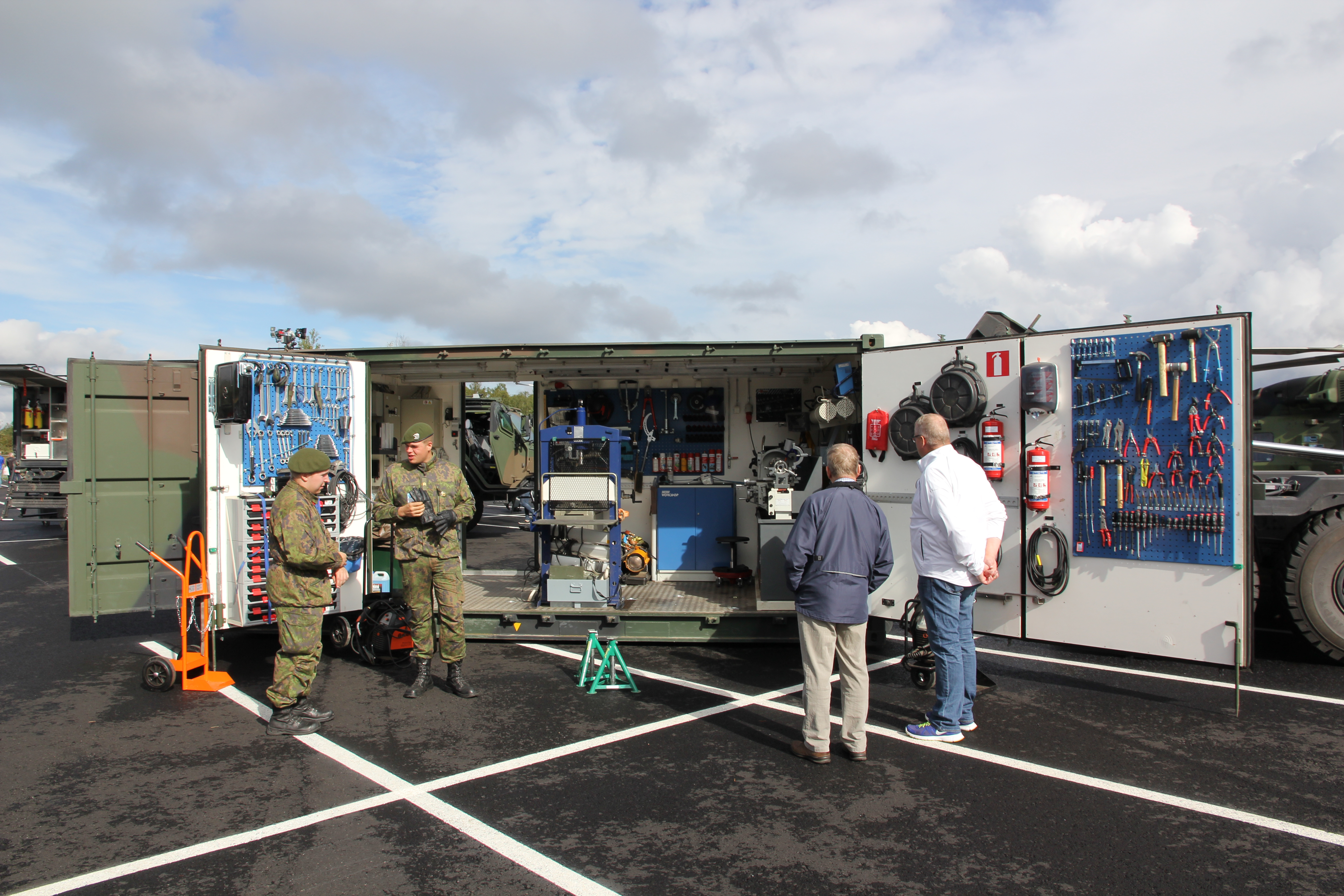
コンテナの機能や構造を最大限に生かし、2015年セキュリティ展示会で出展された、フィンランド軍のモバイル ワーク ショップ。
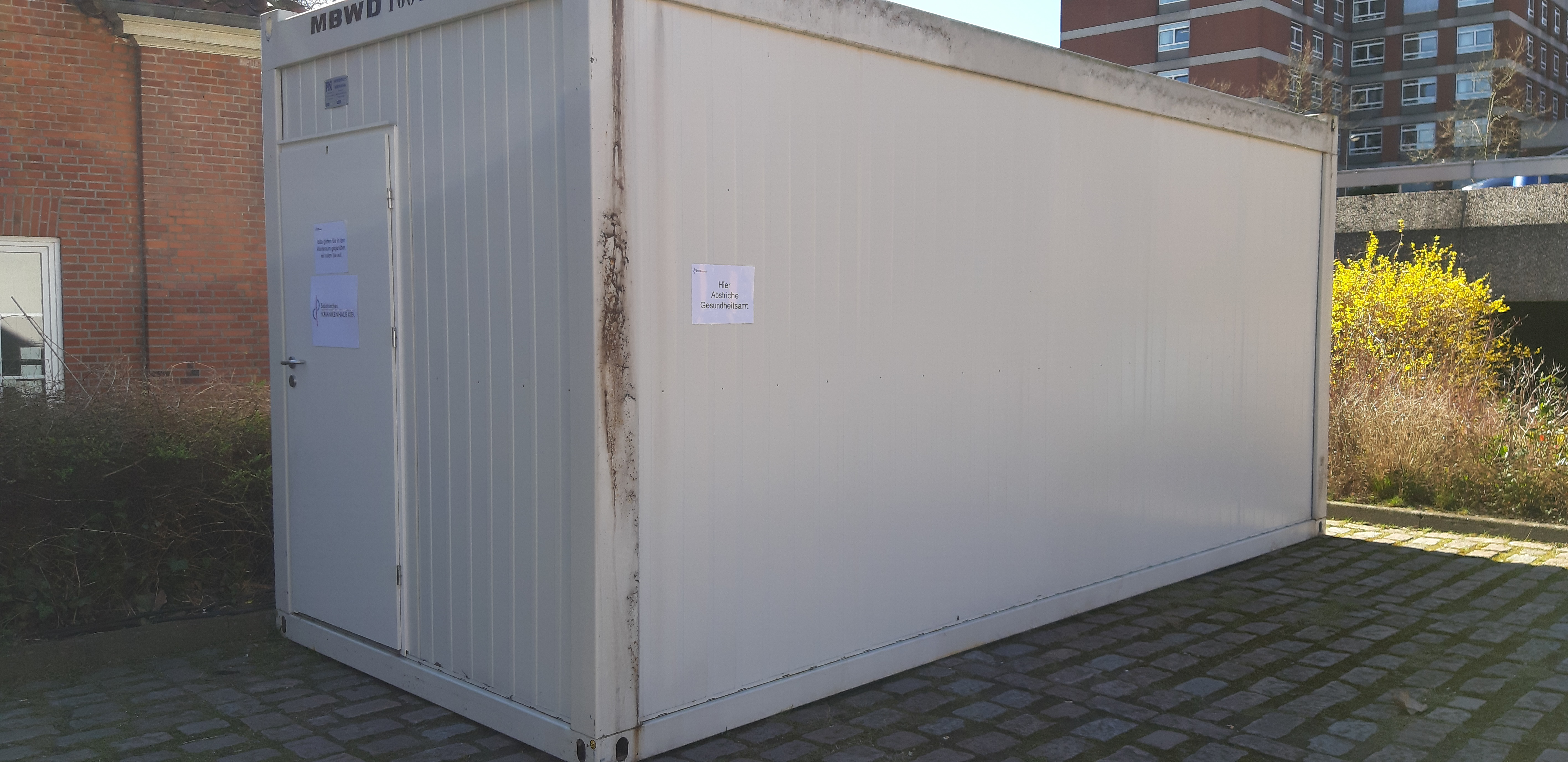
キール地区の病院に設置された、新型コロナウイルス関連施設。
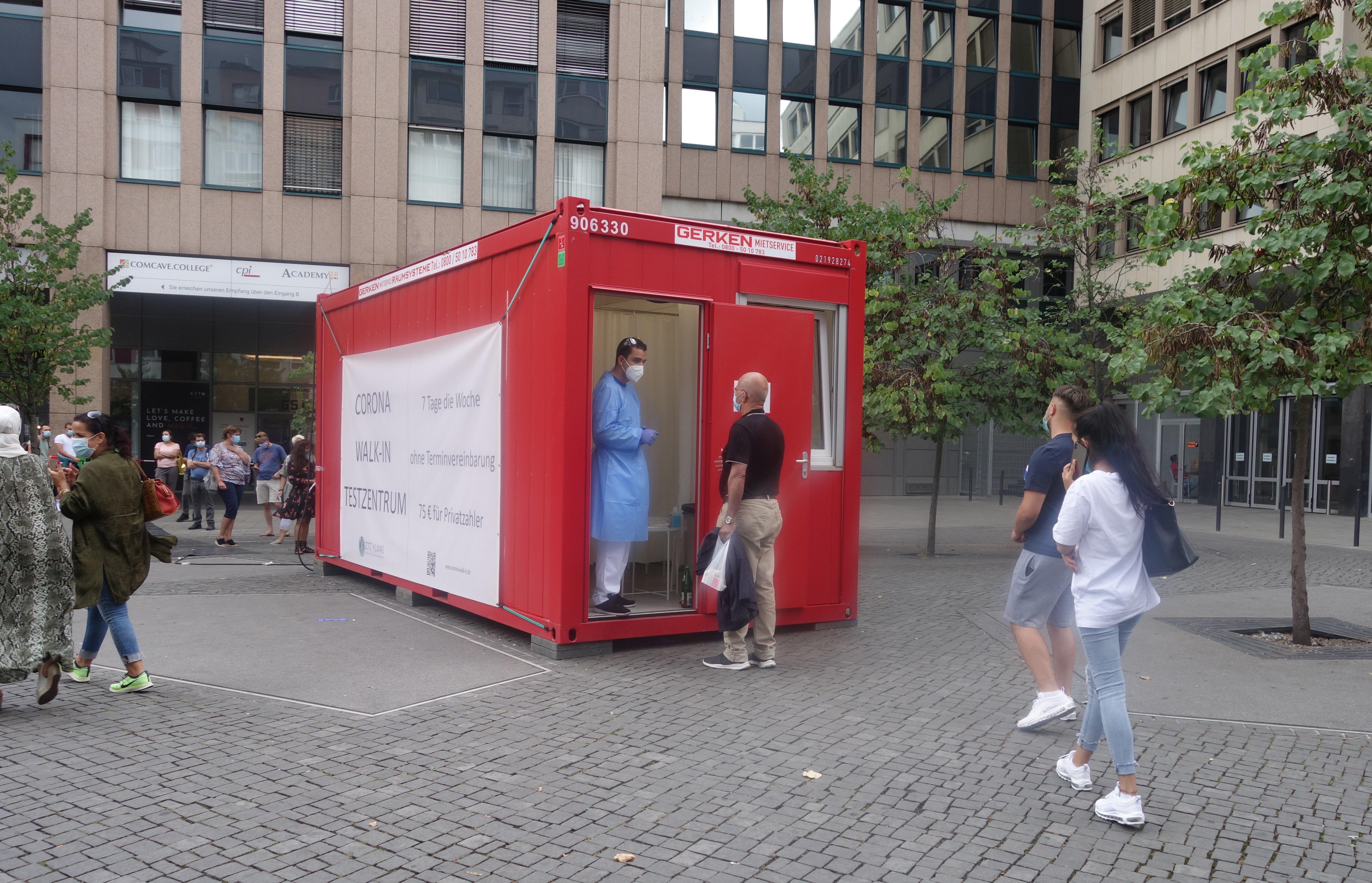
ドイツ国内に開設された、20ft型の新型コロナウイルス関連施設。（2020年8月17日撮影）
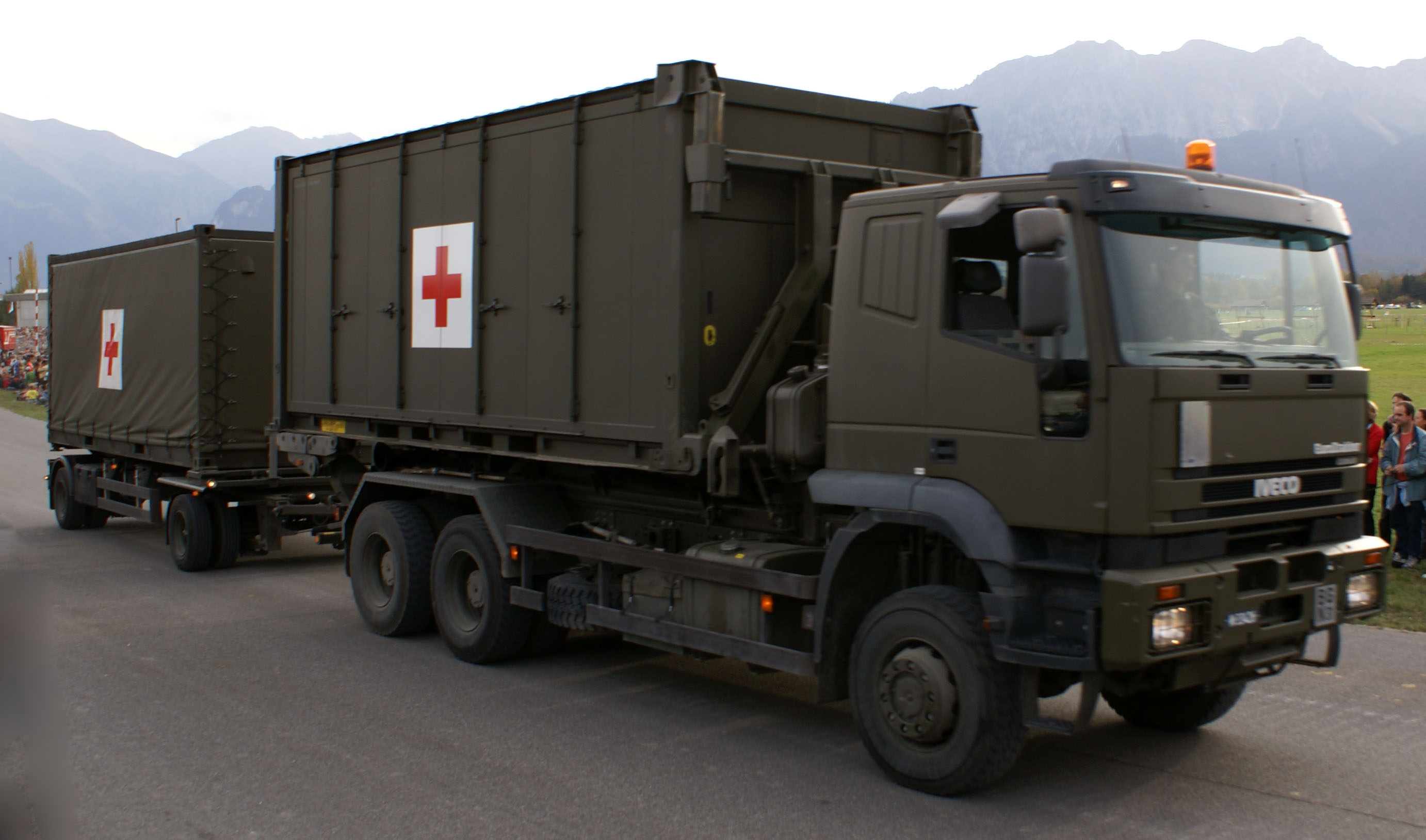
野戦病院カーゴモジュールを搬送するスイス軍のトラック。

## コンテナを使った居住・貯蔵空間
コンテナの強度は新しい素材の登場や、近年の溶接や塗装を含め目覚しい製造技術の向上と共に、20世紀と比較して格段に強度が増してきている。例えば1個当たり30数トンのコンテナが船倉で9段積みされて、静止状態時での最下位にあるコンテナ本体の上部四隅部位には、30数トン×8個＝300トン弱の荷重が既に掛かっている。更に航海中で大しけに遭遇し、船体が上下に激しく揺れた場合には、静止状態の2倍弱の数百トンもの加圧される垂直荷重に絶えうる強固な強度が製造時に規定されている。
このためにコンテナの耐久性も非常に高くなっている。さらにコンテナには、規格化され、積み上げたり横に連結することや逆に切断することができ、移動が比較的簡易に可能で世界中にあふれているという特長もあるため、特に比較的安く汎用性の高いドライコンテナは理想的な建築材料とも言える。

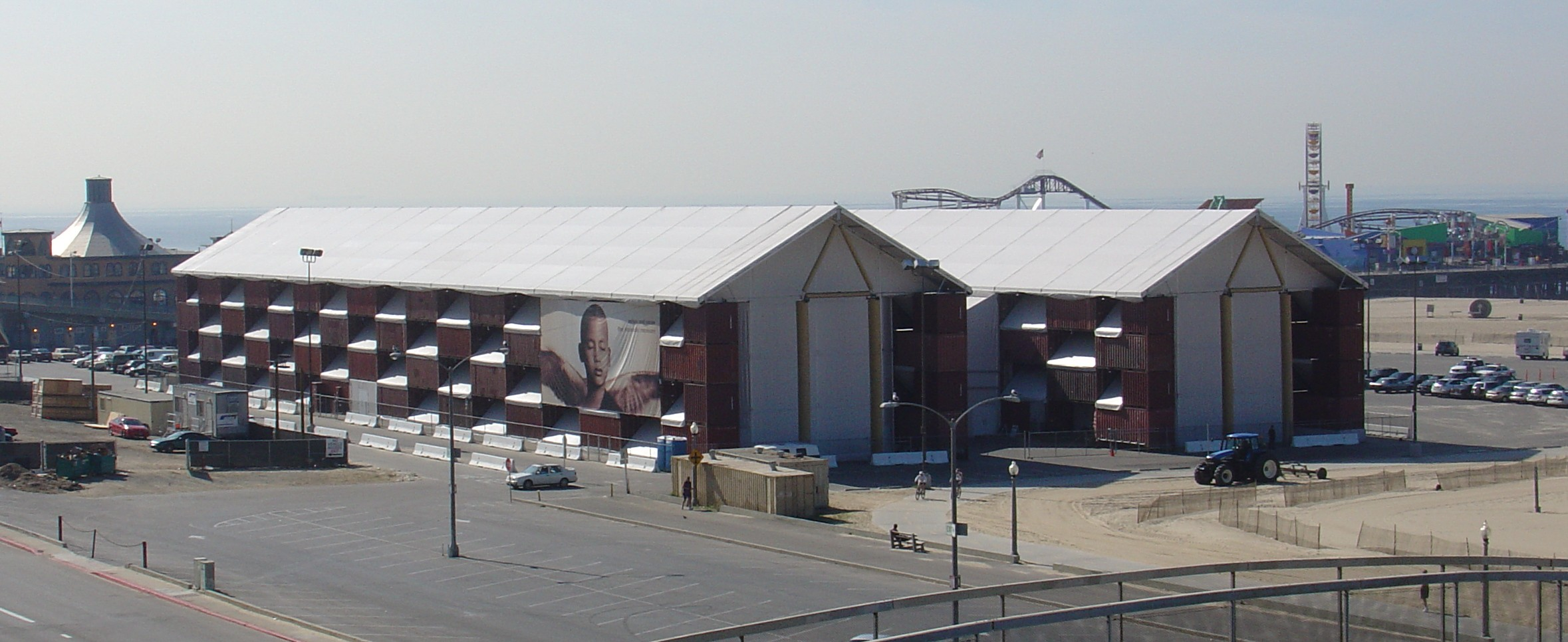
ノマディック美術館。海上コンテナ156個を積み上げて建設された仮設美術館。
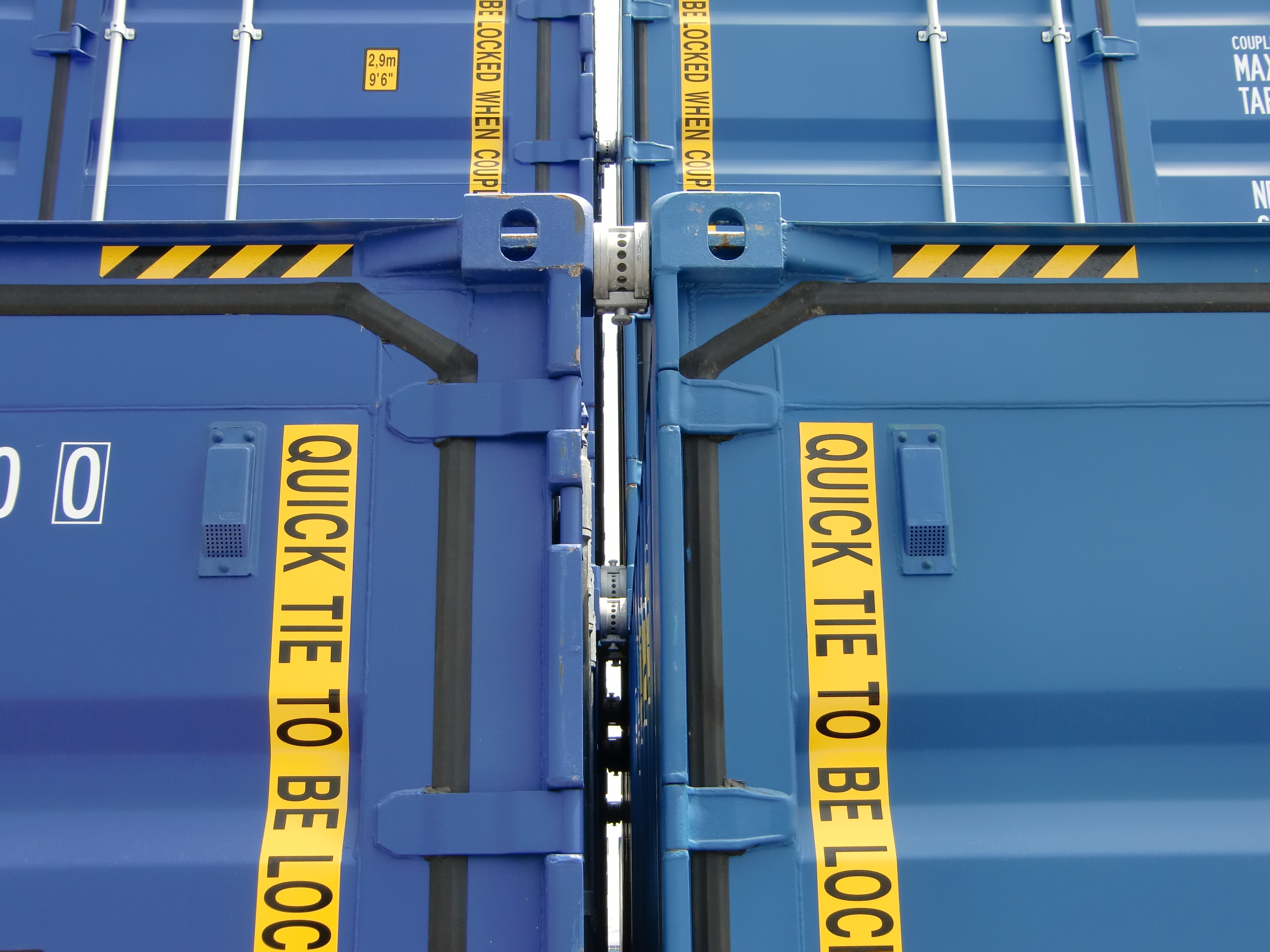
20ftコンテナ二本を横一列に並べ、コンテナ中央部分の上下左右四箇所のツイストロック用ホールに、特殊なリング状器具を使って連結することにより、物理的な二室状態に分かれるが、40ftのコンテナとしても利用できる事例。（神戸港にて、2011年5月5日撮影）
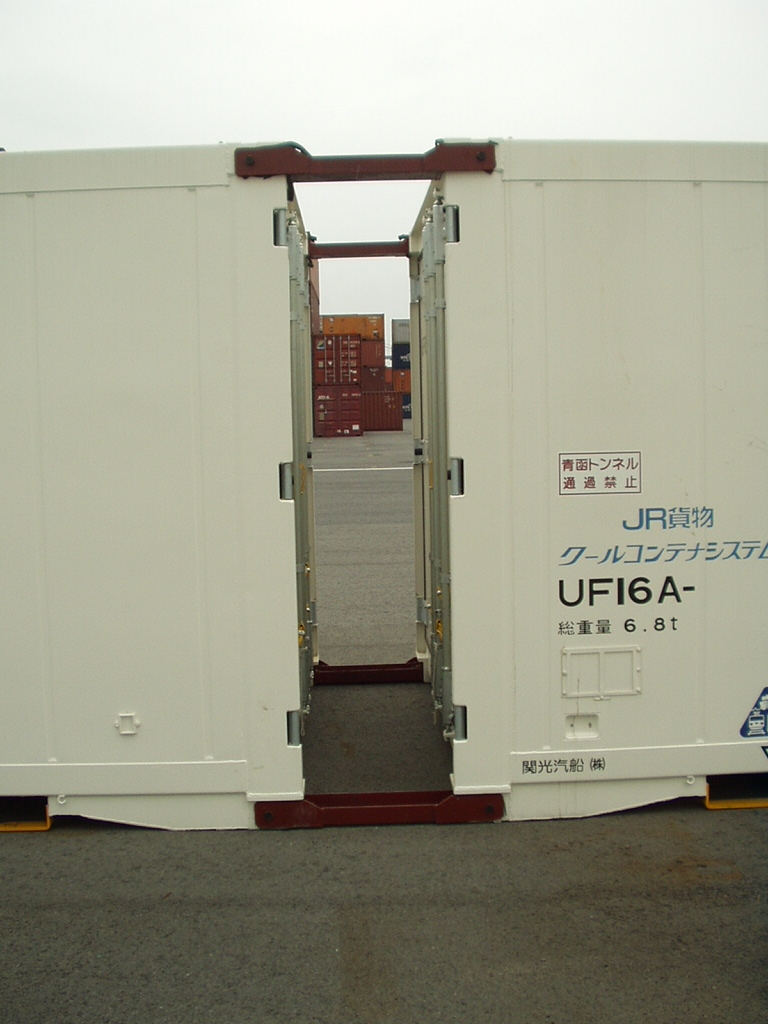
12ft型コンテナの上下部の四隅にあるツイストロック受けホールを利用し、コンテナ同士の間隔を簡易小型用具で2ftに調整後、三個連結状態で全長を40ftのコンテナに仕立てて、効率よく輸入している事例。（水島港にて、2003年8月26日撮影）

### 建築関連での応用事例

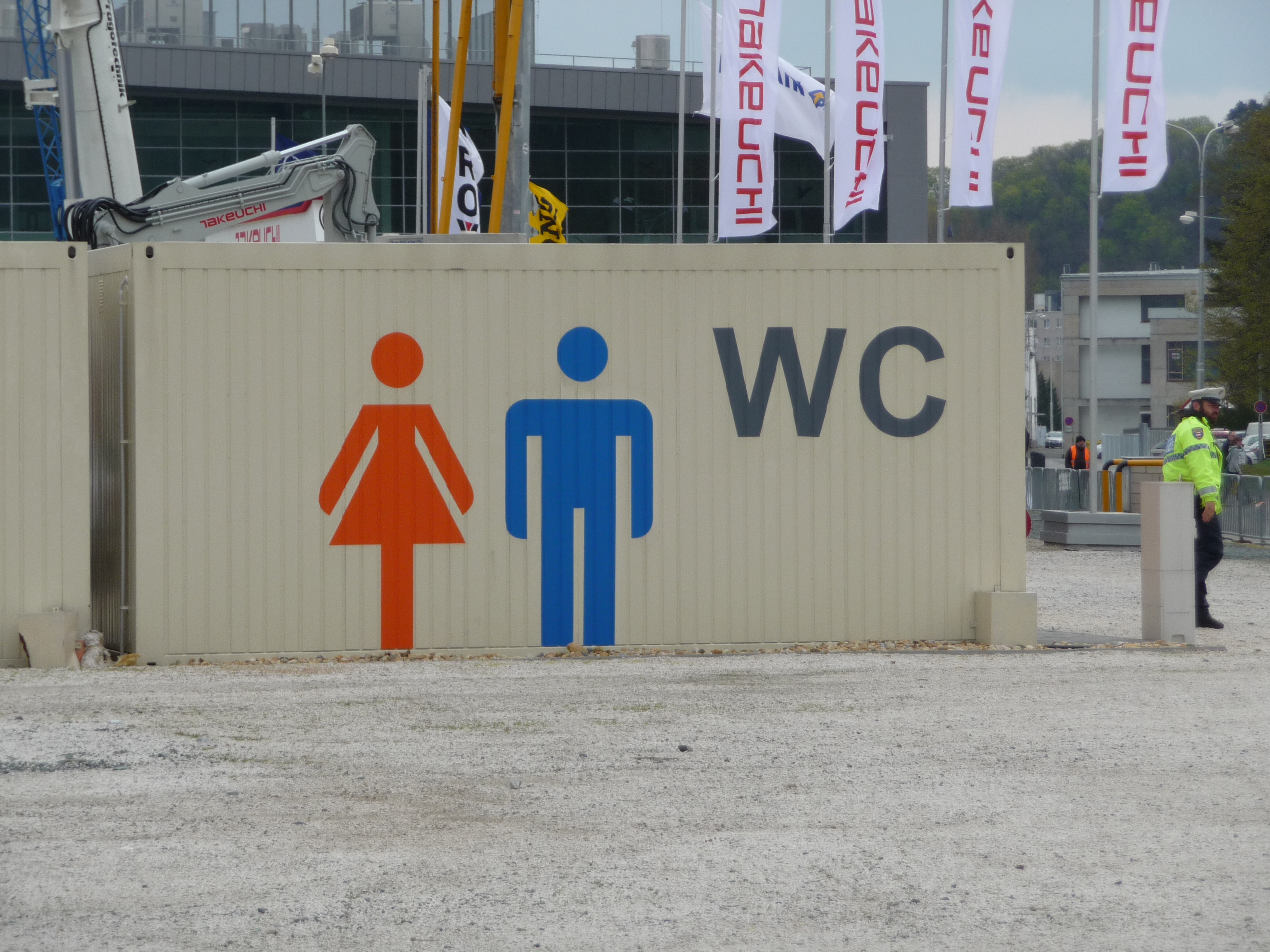
「Building Fairs Brno 2011」で使用されていた、20 ftコンテナをベースとした仮設トイレの一例。

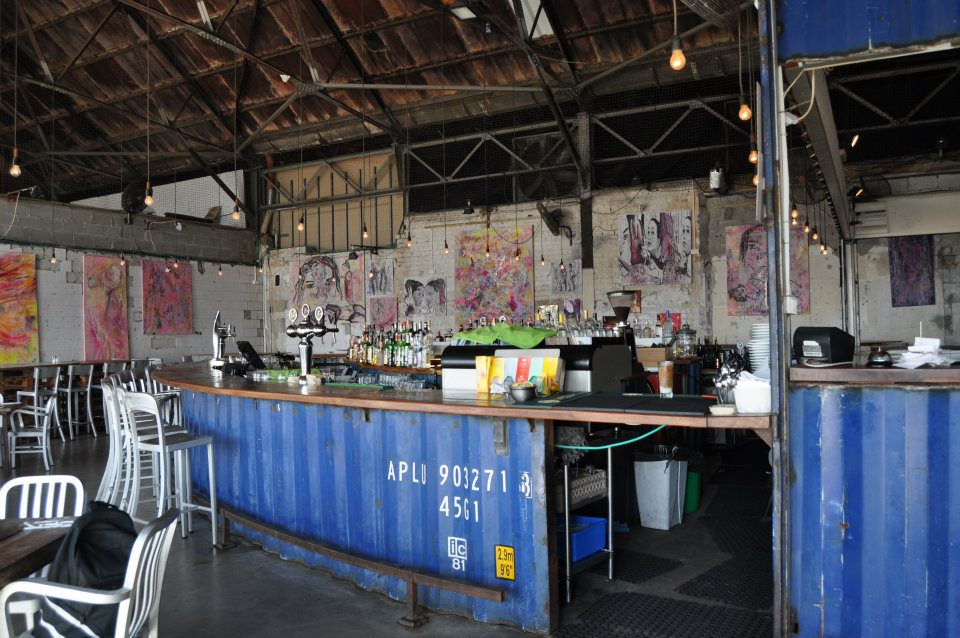
イスラエルに所在する地中海に面した港町、ヤッファ地区で撮影された、酒場店内の風景。元、アメリカン・プレジデント・ラインズ社所有の、40 ft背高形ドライコンテナの上部位を切り取って、カウンターに流用している事例。

コンテナを買い取って物置代わりに使う家庭や、建築現場やイベント会場での仮設オフィス、空き地でのカラオケボックスに使う会社などは以前からあったが、コンテナを多数組み合わせて家屋や各種の店舗や屋台、オフィス、アパート、寮、学校、アトリエ、ほか仮設住宅などを作っている個人や会社や政府関連機関、あるいは建築家も世界各地に多く現れている。
日本国内での現状としても、海上コンテナをベースにしたコンテナハウスなど、改造コンテナの使用事例も多い。一方で、比較的手軽に利用・設置が可能であることから、建築確認申請などの手続きを経ずに（あるいはそれを要することを知らない一般市民により）設置され、違反建築物として取り締まりの対象とされる例が全国で後を絶たない。このような違反においては、コンテナ同士の結合や基礎への緊結も十分になされていない例も多い。こうしたことから実際に利用する場合には、建築士や特定行政庁に相談するなど、十分注意する必要がある。
なお、日本国内で建築材料として利用するには建築基準法第37条の規定に適合すること、簡便にはJIS規格に適合していることなどを証明する必要があるため、一般にイメージされるより、またスーパーハウスなどの類似ニッチに比べても、建築確認の取得難易度は高い。
またコンテナは、通常、外から扉を閉めると、中から開けることは困難であり、コンテナをそのまま倉庫に転用する際には、閉じ込め事故防止に留意する必要がある。実際に起きた事件として、風の子学園事件が上げられる。
- ウィキメディア・コモンズには、コンテナハウスに関するカテゴリがあります。
- ウィキメディア・コモンズには、コンテナを使った各種建築物に関するカテゴリがあります。

### 娯楽・芸術での応用事例
- キルギスタンなど中央アジアでは、ドルドイ（Dordoi、дордои）と呼ばれる巨大迷路のようなバザールがISOコンテナを積み上げて形成されている。ドルドイは首都ビシュケクをはじめ大きな町で、あらゆる商品、特に衣服などを扱う市場として設置され、市民以外にもカザフスタンをはじめ多くの遠来の客や商人を呼び込んでいる。
- レッドブル・エアレース・ワールドシリーズでは世界各地に臨時の管制塔を設営するため、コンテナの側面に窓を開けた移動可能な管制塔を利用している。
- 世界各地では、例えばコンテナをアーチ状に組んだりした大規模な芸術祭や、コンテナを巧みに取り入れたオブジェなどの展示も盛んに行われている。
  -  ウィキメディア・コモンズには、芸術作品としてのコンテナに関するカテゴリがあります。

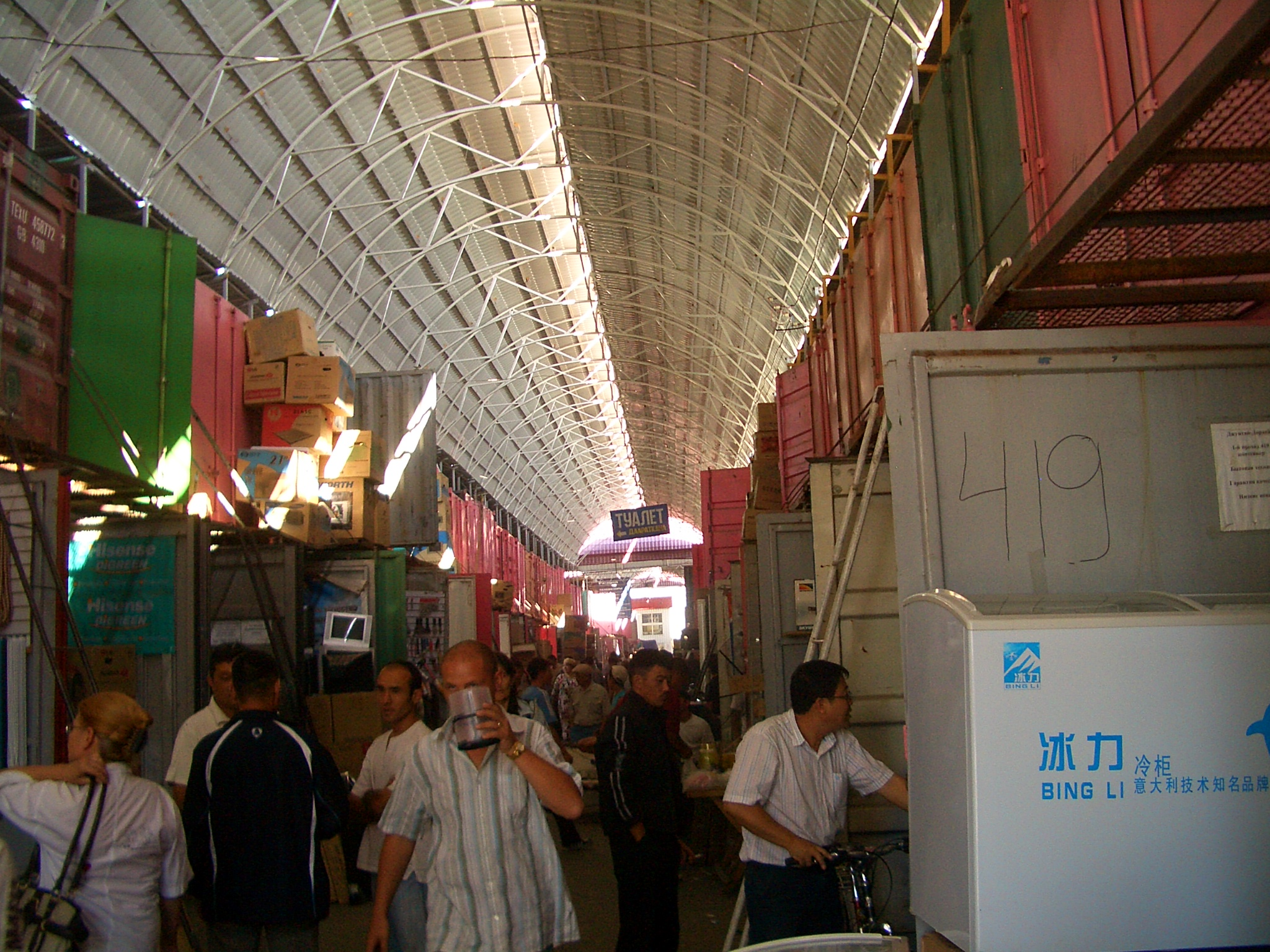
ドルドイのバザール。
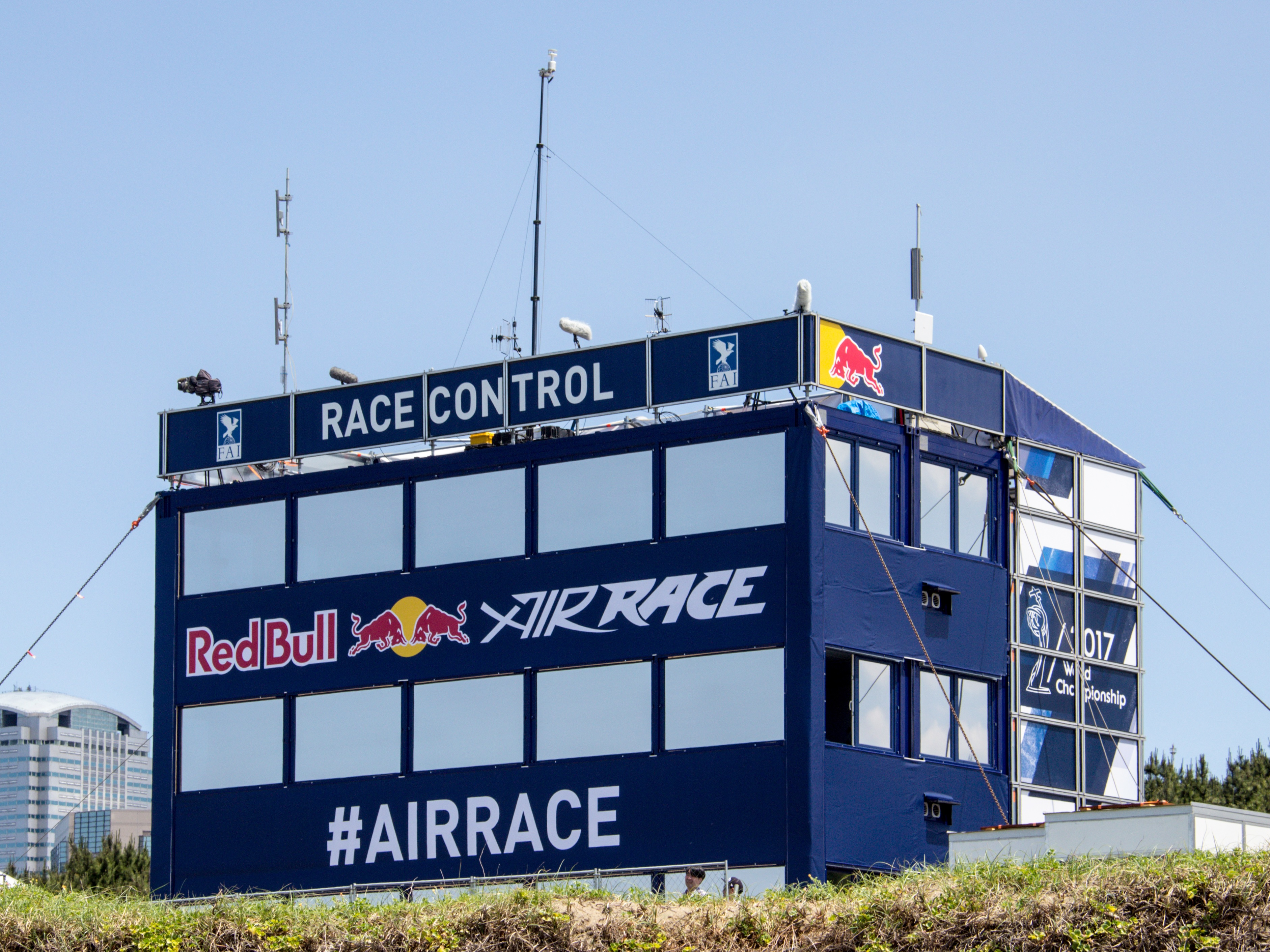
レッドブル・エアレース・ワールドシリーズで使用される仮設管制塔。

### 貿易摩擦等での想定外事例
1990年代以降、北アメリカには、貿易赤字に伴って比較的安いコンテナが大量にあふれることになった。工業製品はアジアから、一部はヨーロッパから、コンテナに積載されて北アメリカに来るが、北アメリカから輸出する製品は少なく、船会社はそれなりの費用をかけて空コンテナを大量に送り返す必要があった。空コンテナの返送費より新品のコンテナを中国などで買う費用の方が安い場合もあるため、コンテナを一方的にアジアからアメリカに送り、不要になった中古コンテナのアメリカでの新たな使い道を見つける必要が生じていた。